# Les tontons tringleurs
Les tontons tringleurs ist ein französischer Pornofilm (2000) von Alain Payet, der den Film Mein Onkel, der Gangster (französisch: Les Tontons Flingueurs) parodiert.

## Handlung
Nach dem Tod von Joe dem Unzerstörbaren, einem ehemaligen Bordellbesitzer, versuchen seine ehemaligen Mitarbeiter herauszubekommen, wo er seine Ersparnisse versteckt hat. Alban und sein Kumpel „Betonschwanz“ kontaktieren ihre Freunde Dominique, Jean-Pierre und Roberto. Die Männer haben aber bei der Suche nach dem Geld eine Konkurrentin: Marlène, Joes Tochter, ist ebenfalls interessiert, das Geld zu finden. Doch die Freunde nehmen es gern mit ihr und ihren Helfern auf.

## Hintergrund
Im Film sind mehrere männliche Stars des französischen Pornos der 1970er Jahre wieder in der Hauptrollen zu sehen: Alban Ceray, Richard Allan, der auch selbst den Namen „Betonschwanz“ (Queue de beton) erhielt, Roberto Malone, Dominique Aveline und Jean-Pierre Armand. Diese Schauspieler im Alter von 45 bis 60 Jahren treffen auf Schauspieler wie Marc Barrow, die ihre Karriere größtenteils in den 1990er Jahren begonnen haben.